# Менгалвіо
Менгалвіо (порт. Mengálvio, нар. 17 жовтня 1938, Лагуна) — бразильський футболіст, що грав на позиції півзахисника.
Виступав, зокрема, за клуб «Сантус», з яким став дворазовим володарем Кубка Лібертадорес і Міжконтинентального кубка та переможцем ряду інших турнірів, а також національну збірну Бразилії. У складі збірної — чемпіон світу.

## Клубна кар'єра
У дорослому футболі дебютував 1957 року виступами за команду «Айморе», в якій провів три сезони. Протягом цих років виборов титул переможця Ліги Пауліста.
Своєю грою за цю команду привернув увагу представників тренерського штабу клубу «Сантус», до складу якого приєднався 1960 року. Відіграв за команду з Сантуса наступні вісім сезонів своєї ігрової кар'єри. Загалом в період з 1960 по 1968 рік він з командою виграв, серед інших, п'ять титулів Кубка Бразилії і шість чемпіонств штату Сан-Паулу, два Кубка Лібертадорес і два Міжконтинентальні кубки.
Згодом у сезоні 1968 року грав за «Греміо», після чого повернувся у «Сантус», де провів ще один рік. Загалом за цю команду провів 371 матч і забив 28 голів. Згодом у 1978 році він недовго був в.о. головного тренера клубу.
Завершив ігрову кар'єру у колумбійській команді «Мільйонаріос», за яку виступав протягом 1969 року.

## Виступи за збірну
10 березня 1960 року дебютував в офіційних іграх у складі національної збірної Бразилії в матчі Панамериканського чемпіонату проти Коста-Рики (0:3), а вже  15 березня на цьому ж турнірі в матчі проти Мексики (2:1) забив свій дебютний гол за збірну і загалом став срібним призером турніру.
У складі збірної був учасником чемпіонату світу 1962 року у Чилі, здобувши того року титул чемпіона світу, але на поле на турнірі не виходив.
Протягом кар'єри у національній команді, яка тривала 4 роки, провів у її формі 14 матчів, забивши 1 гол.

## Титули і досягнення

### «Сантус»
- Чемпіон штату Сан-Паулу: 1960, 1961, 1962, 1963, 1964, 1965, 1967
- Володар Кубка Бразилії: 1961, 1962, 1963, 1964, 1965
- Чемпіон турніру Ріо-Сан-Паулу: 1963, 1964, 1966
- Володар Кубка Лібертадорес: 1962, 1963
- Володар Міжконтинентального кубка: 1962, 1963

### Збірна Бразилії
- чемпіон світу: 1962
- Володар Кубка Рока: 1963